# Studentova t-porazdelitev
Studentova t-porazdelitev (tudi t-porazdelitev ali Študentova t-porazdelitev) je zvezna verjetnostna porazdelitev.
Studentovo t-porazdelitev je odkril William Sealy Gosset (1876–1937) v letu 1908. Njeno odkritje je objavil pod psevdonimom Student (študent). Gosset je bil pivovar v pivovarni pri Guinnessu. Porazdelitev je odkril med raziskavo vpliva kvasovk na kakovost piva. Pozneje je ameriški statistik in ekonomski teoretik Harold Hotelling (1895 – 1973) razvil t porazdelitev. Ime porazdelitve pa je ostalo.

## Definicija
Studentova t-porazdelitev je verjetnostna porazdelitev razmerja 
{\displaystyle {\frac {Z}{\sqrt {V/\nu \ }}}=Z{\sqrt {\nu /V}}}
kjer ima
- {\displaystyle Z\!} normalno porazdelitev s pričakovano vrednostjo {\displaystyle 0\!} in varianco {\displaystyle 1\!}
- {\displaystyle V\!} ima porazdelitev hi-kvadrat z {\displaystyle \nu \!} prostostnimi stopnjami
- {\displaystyle Z\!} and {\displaystyle V\!} sta statistično neodvisni slučajni spremenljivki.

## Lastnosti t porazdelitve

### Funkcija gostote verjetnosti
Funkcija gostote verjetnosti za t porazdelitev je 
{\displaystyle {\frac {\Gamma ({\frac {\nu +1}{2}})}{{\sqrt {\nu \pi }}\,\Gamma ({\frac {\nu }{2}})}}\left(1+{\frac {x^{2}}{\nu }}\right)^{-({\frac {\nu +1}{2}})}\!}.
kjer je
- {\displaystyle \Gamma (z)\!} funkcija gama.
- {\displaystyle \nu } so prostostne stopnje porazdelitve

Kadar je {\displaystyle \nu } parno (sodo) število je funkcija gostote verjetnosti enaka
{\displaystyle {\frac {\Gamma ({\frac {\nu +1}{2}})}{{\sqrt {\nu \pi }}\,\Gamma ({\frac {\nu }{2}})}}={\frac {(\nu -1)(\nu -3)\cdots (5)(3)}{2{\sqrt {\nu }}(\nu -2)(\nu -4)\cdots (4)(2)\,}}.}
Kadar pa je {\displaystyle \nu } neparno število (liho) pa je funkcija gostote verjetnosti enaka
{\displaystyle {\frac {\Gamma ({\frac {\nu +1}{2}})}{{\sqrt {\nu \pi }}\,\Gamma ({\frac {\nu }{2}})}}={\frac {(\nu -1)(\nu -3)\cdots (4)(2)}{\pi {\sqrt {\nu }}(\nu -2)(\nu -4)\cdots (5)(3)\,}}.\!}

### Zbirna funkcija verjetnosti
Zbirna funkcija verjetnosti je enaka 
{\displaystyle {\begin{matrix}{\frac {1}{2}}+x\Gamma \left({\frac {\nu +1}{2}}\right)\cdot \\[0.5em]{\frac {\,_{2}F_{1}\left({\frac {1}{2}},{\frac {\nu +1}{2}};{\frac {3}{2}};-{\frac {x^{2}}{\nu }}\right)}{{\sqrt {\pi \nu }}\,\Gamma ({\frac {\nu }{2}})}}\end{matrix}}}

kjer je 
- {\displaystyle _{2}F_{1}\!} hipergeometrična funkcija
- {\displaystyle \Gamma (z)\!} funkcija gama.

Zbirno funkcijo verjetnosti pa lahko izrazimo tudi s pomočjo nepopolne funkcije beta:
{\displaystyle \int _{-\infty }^{t}f(u)\,du=I_{x}\left({\frac {\nu }{2}},{\frac {\nu }{2}}\right)={\frac {B\left(x;{\frac {\nu }{2}},{\frac {\nu }{2}}\right)}{B\left({\frac {\nu }{2}},{\frac {\nu }{2}}\right)}}}
kjer je
- {\displaystyle x={\frac {t+{\sqrt {t^{2}+\nu }}}{2{\sqrt {t^{2}+\nu }}}}.}.
- {\displaystyle B(x,a,b)\!} nepopolna funkcija beta

### Pričakovana vrednost
Pričakovana vrednost je enaka
{\displaystyle 0{\text{ za }}\nu >1\!}
drugje je nedefinirana.

### Varianca
Varianca je enaka
{\displaystyle {\frac {\nu }{\nu -2}}{\text{ za vrednosti }}\nu >2\!}, 
{\displaystyle \infty \!} za {\displaystyle 1<\nu \leq 2}, 
drugje je nedefinirana.

### Sploščenost
Sploščenost je enaka
{\displaystyle {\frac {6}{\nu -4}}{\text{ za }}\nu >4\!}.

### Funkcija generiranja momentov
Funkcija generiranja momentov ni določena.

## Povezave z drugimi porazdelitvami
- Slučajna spremenljivka {\displaystyle Y\!} ima F porazdelitev {\displaystyle Y\sim \mathrm {F} (\nu _{1}=1,\nu _{2}=\nu )\!} kadar je {\displaystyle Y=X^{2}\!} in ima slučajna spremenljivka {\displaystyle X\!} Studentovo t-porazdelitev {\displaystyle X\sim \mathrm {t} (\nu )\!}.

- Slučajna spremenljivka {\displaystyle Y\!} ima normalno porazdelitev {\displaystyle Y\sim \mathrm {N} (0,1)\!}, ko velja {\displaystyle Y=\lim _{\nu \to \infty }X} in ima slučajna spremenljivka {\displaystyle X\!} t porazdelitev {\displaystyle X\sim \mathrm {t} (\nu )\!}.

- Slučajna spremenljivka {\displaystyle X\!} ima Cauchyjevo porazdelitev {\displaystyle X\sim \mathrm {Cauchy} (0,1)\!}, kadar ima {\displaystyle X\!} t porazdelitev {\displaystyle X\sim \mathrm {t} (\nu =1)\!}.